# Caproni Ca.9
Dimensions
Le Caproni Ca.9, neuvième modèle d'avion conçu et construit par le pionnier italien de l'aviation Gianni Caproni, était un monoplan monomoteur caractérisé par une configuration moderne, avec hélice tractrice et empennage. 
Il vola pour la première fois mi-1911 et, au début de 1912, conquit le record du monde de vitesse,  pour les avions équipés d'un moteur de moins de 40 ch de puissance.

## Histoire
Le Caproni Ca.9 était le deuxième monoplan construit par Gianni Caproni dans l'atelier qu'il partageait avec l'ingénieur Agostino De Agostini et l'aviateur Gherardo Baragiola, à Vizzola Ticino dans le trentinois depuis la première moitié de 1911.

## Description
Basé, dans sa conception générale, sur le Blériot XI avec lequel Louis Blériot avait effectué la première traversée de la Manche en 1909, le Ca.9 était très similaire à son prédécesseur le Ca.8.
C'était un monoplan moderne à aile haute avec une structure en bois et un revêtement en toile, équipé d'un système de gauchissement de l'aile pour le contrôle du roulis.
L'aile était renforcée par des tirants métalliques reliés au fuselage grâce à une structure pyramidale spéciale placée au-dessus. Le fuselage reposait sur une structure en treillis de bois, elle-même renforcée par des câbles métalliques, et n'était recouverte de toile que pour la moitié avant.
La même structure en bois entoilée caractérisait les empennages. Le train d'atterrissage avant fixe se composait de deux roues avec patins anti-renversement et à l'arrière un autre patin plus petit soutenait la queue. 
Le moteur, qui entrainait une hélice en bois bipale à pas fixe en position de traction, était un Anzani à trois cylindres en forme de Y capable de développer une puissance de 35 ch (25,76 kW).

## Utilisation opérationnelle
Après son premier vol à l'été 1911, le Ca.9 - comme son prédécesseur le Ca.8 - a servi à l'école de pilotage rattachée aux ateliers Caproni à Vizzola Ticino.
Le 20 janvier 1912 (ou le 30 selon d'autres sources), piloté par Enrico Cobioni, pilote breveté à l'école Caproni, l'avion battit le record du monde de vitesse pour les avions d'une puissance inférieure à 40 ch.
Le scientifique et sénateur du royaume d'Italie Giovanni Celoria a décrit l'épisode comme suit :

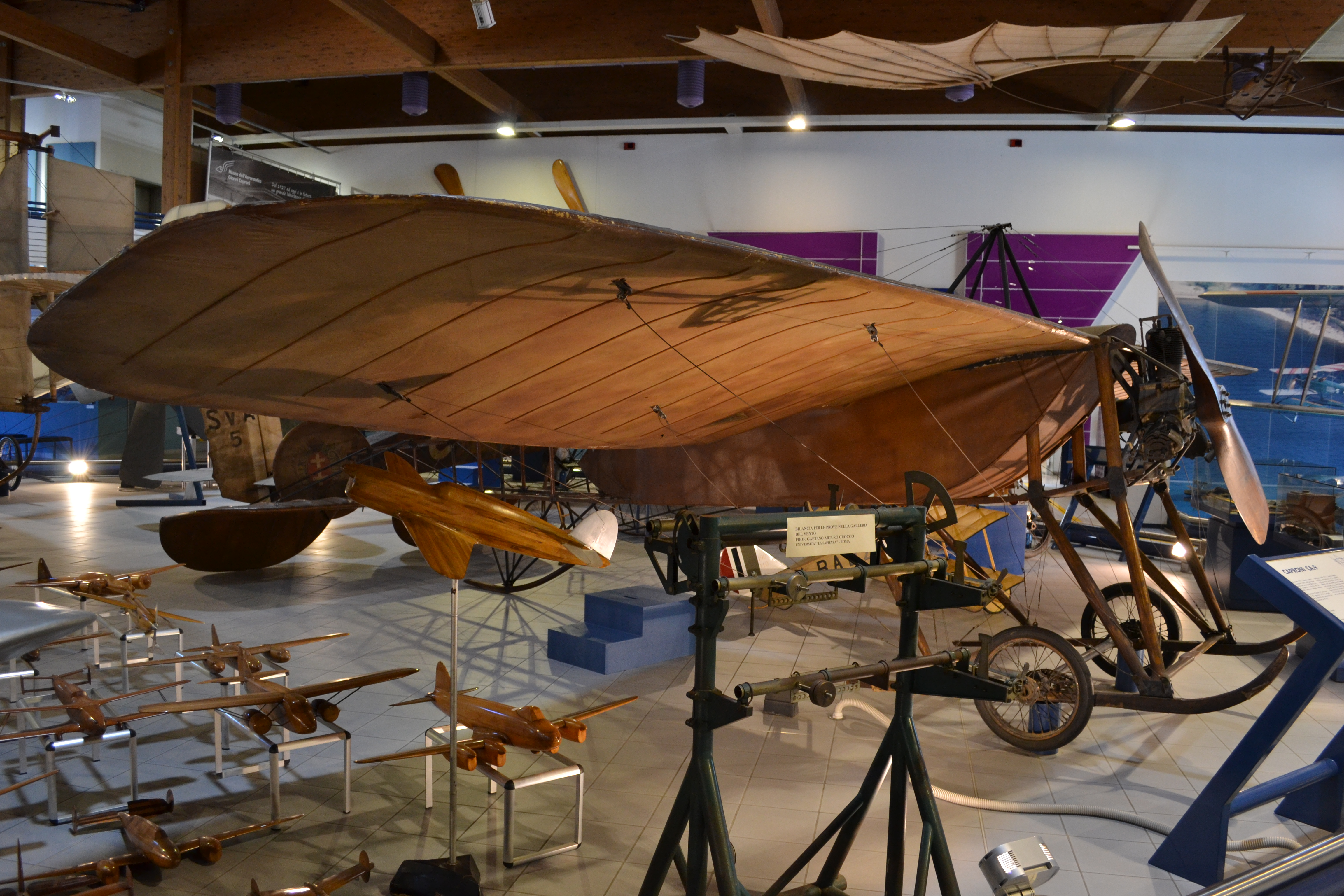
Le Ca.9 vue de profil.

Le Caproni Ca.9, ayant atteint la fin de sa vie opérationnelle, a été conservé et est aujourd'hui le seul survivant de la série de monoplans qui, commencé avec le Ca.8, s'est terminée avec le Ca.16. 71 exemplaires des différents modèles de la série ont été construits.
En 1986, à l'occasion du centenaire de la naissance de Gianni Caproni, le Ca.9 est prêté par la famille Caproni au prestigieux National Air and Space Museum de Washington. Transporté aux États-Unis, où il a également subi des interventions conservatrices, il est resté exposé pendant un certain temps dans le pavillon Early Flight du NASM.
Il a été ramené en Italie en 1988 et, lors de la réouverture du musée Caproni à Trente en 1992, le Ca.9 (qui a bénéficié de nouvelles restaurations entre-temps) a été définitivement placé dans la section du musée consacrée aux avions pionniers où il se trouve toujours,.

## Variantes
- Le Caproni Ca.10 semblable au Caproni Ca.9 dont il était dérivé, il différait principalement par le fait qu'il s'agissait d'un biplace au lieu d'un monoplace. Le deuxième siège destiné à un passager était en effet logé dans un espace créé en sacrifiant la taille du réservoir de carburant, à l'avant du cockpit[7].
- Le Ca.11 différait de ses prédécesseurs immédiats par son moteur, un Gnome 7 cylindres en étoile (type Omega) de fabrication française capable de développer une puissance de 50 ch. Piloté par Enrico Cobioni, cet appareil établit entre le 12 et le 14 février 1912 quatre nouveau records d'Italie homologués par les commissaires Augusto Vogel et Gustavo Moreno :

1. Record de vitesse sur circuit fermé de 5 km en 3 min 17 s (vitesse moyenne 91.370 km/h).
2. Record de vitesse sur circuit fermé de 100 km en 1 h 6 min 30 s (vitesse moyenne 90,225 km/h).
3. Record de vitesse en ligne droite avec 1582 m parcouru en 53 s, soit la vitesse de 106,242 km/h.
4. Record d'altitude avec 1 150 m en 15 minutes.

- Le Ca.12 continuait la série des monoplans biplaces sur base de Blériot XI.Il  se différenciait du Ca.11 par un envergure considérablement agrandie (11.2 m au lieu de 8.80 m) et par son moteur, un double étoile 6 cylindres radial Anzani 6A3 capable de développer une puissance de 50, 60 ou 70 ch selon les modèles. Toujours avec le même pilote l'avion est titulaire de nouveaux records nationaux et mondiaux :

1. Record du monde de vitesse sur 250 et 300 km, ainsi que sur 3 heures, le 20 mars 1912.
2. Record national de durée le 20 mars 1912 en 3 h 5 min 30 s.
3. Record d'Italie de distance le 16 avril 1912 avec 449 km en 4 heures.
4. Premier passager payant italien, piloté le 26 avril 1912.
5. Record italien de durée en vol avec un passager à bord le 11 juin 1912 en 3 h 12 min.

- Le Ca.13 "Milan" de conception identique au Ca.12 avait un moteur plus puissant (Anzani de 70-80 ch). Il était conçu pour l'entraînement et pour des utilisations expérimentales dans l'armée. Il vola pour la première fois vers la mi-1912 (probablement le 11 juin) et montra bientôt d'excellentes caractéristiques notamment en matière de vitesse, atteignant 129,9 km/h lors d'un vol d'essai. Caproni tenta de fournir l'appareil à l'armée italienne, mais des pannes à répétition du moteur de 70 ch qui valurent plusieurs crash à Cobioni, firent échouer les négociations et mirent la Società di aviation di Vizzola Ticino en grande difficulté[4].

Les monoplans Caproni des années 1910.
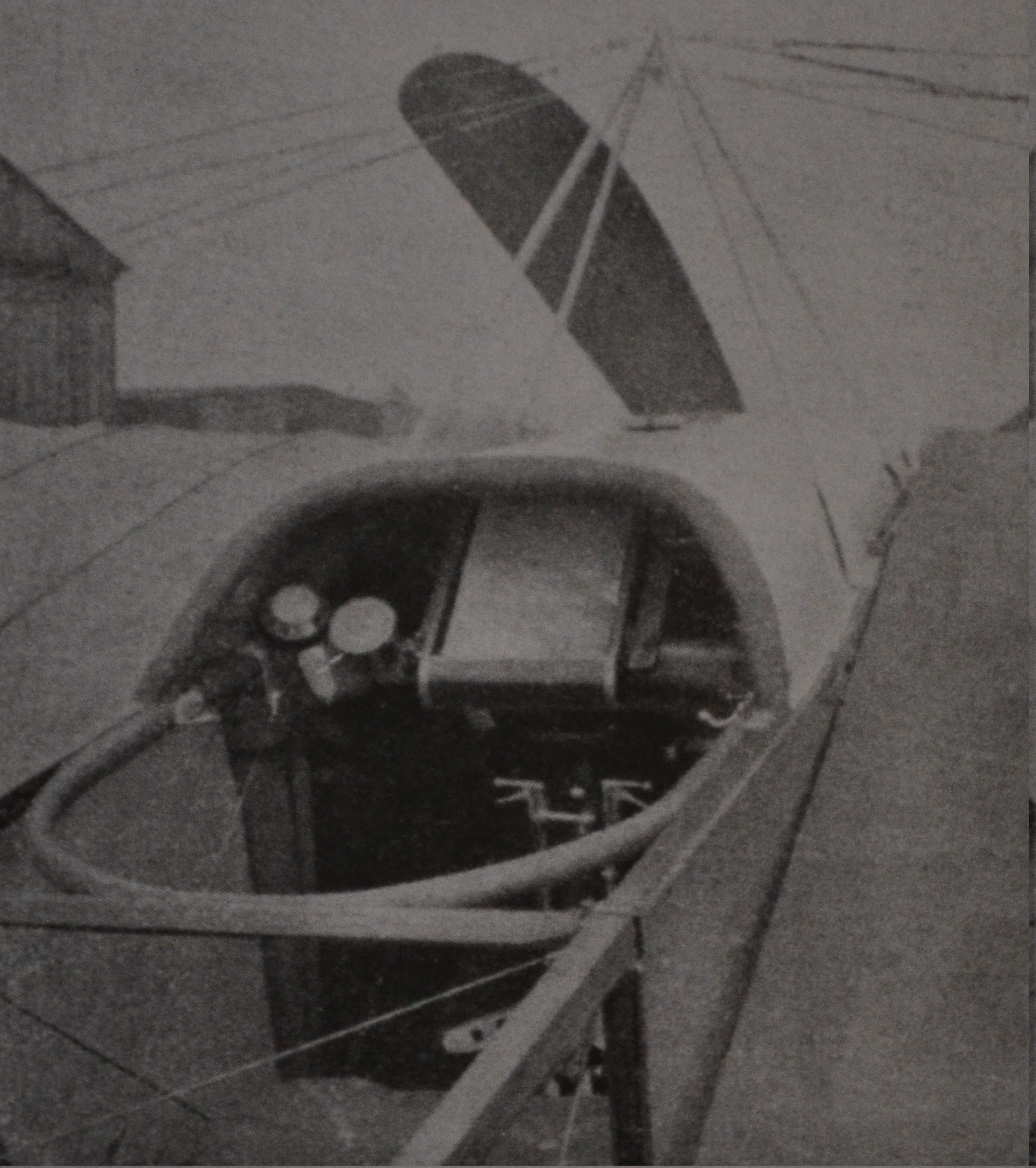
Poste de pilotage du Ca.11.
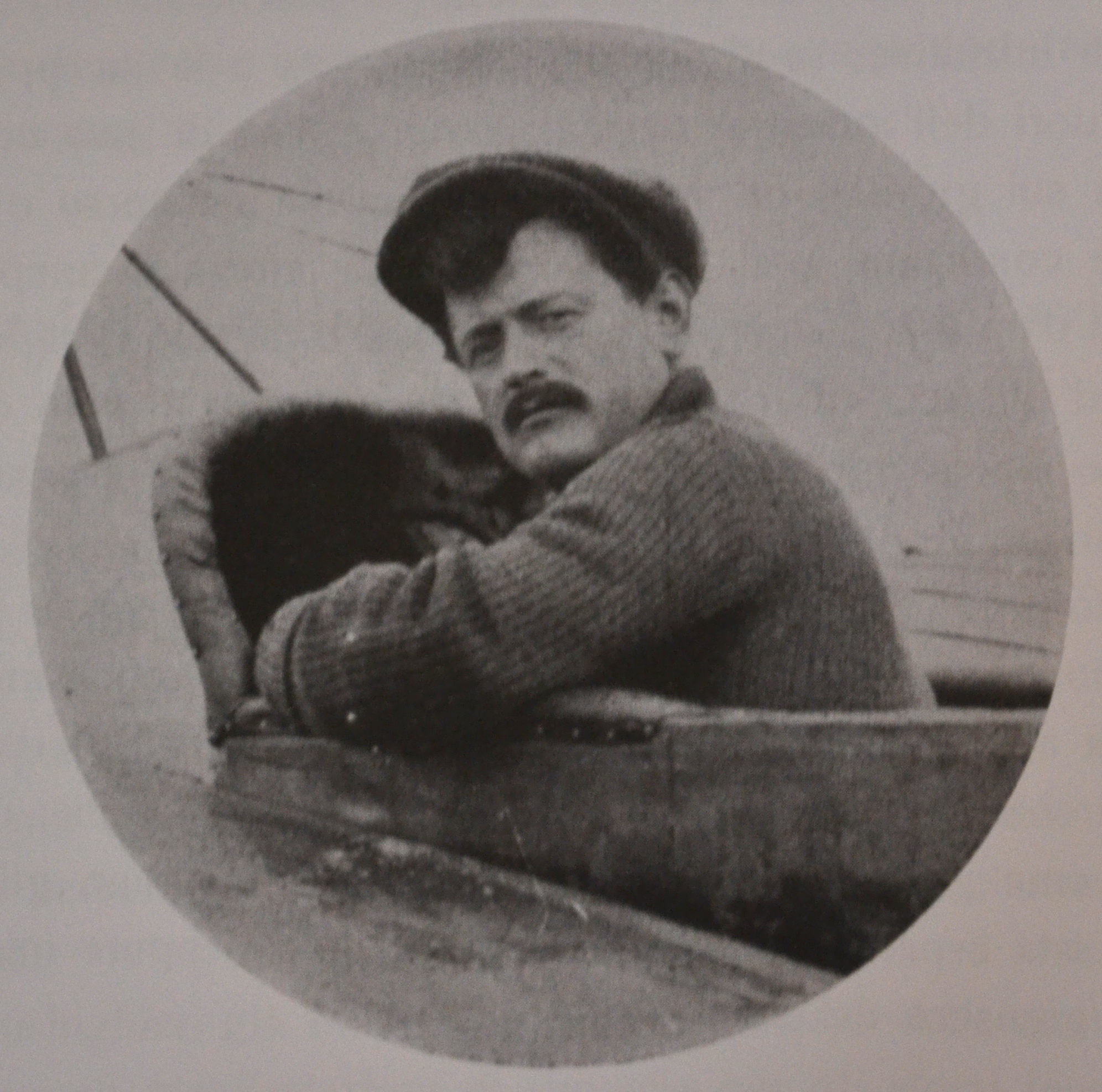
Le pilote Enrico Cobioni en avril 1912.
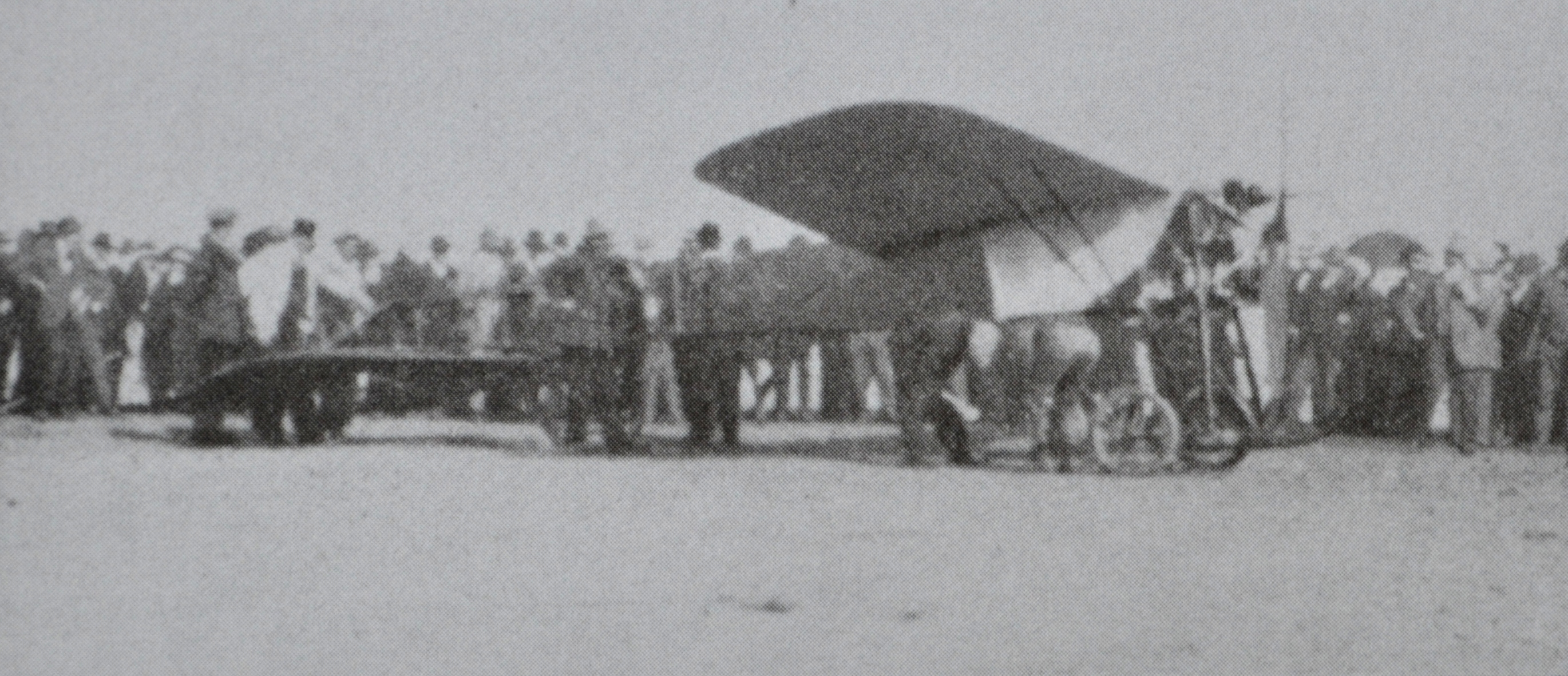
Le Caproni Ca.12 le 20 mars 1912.
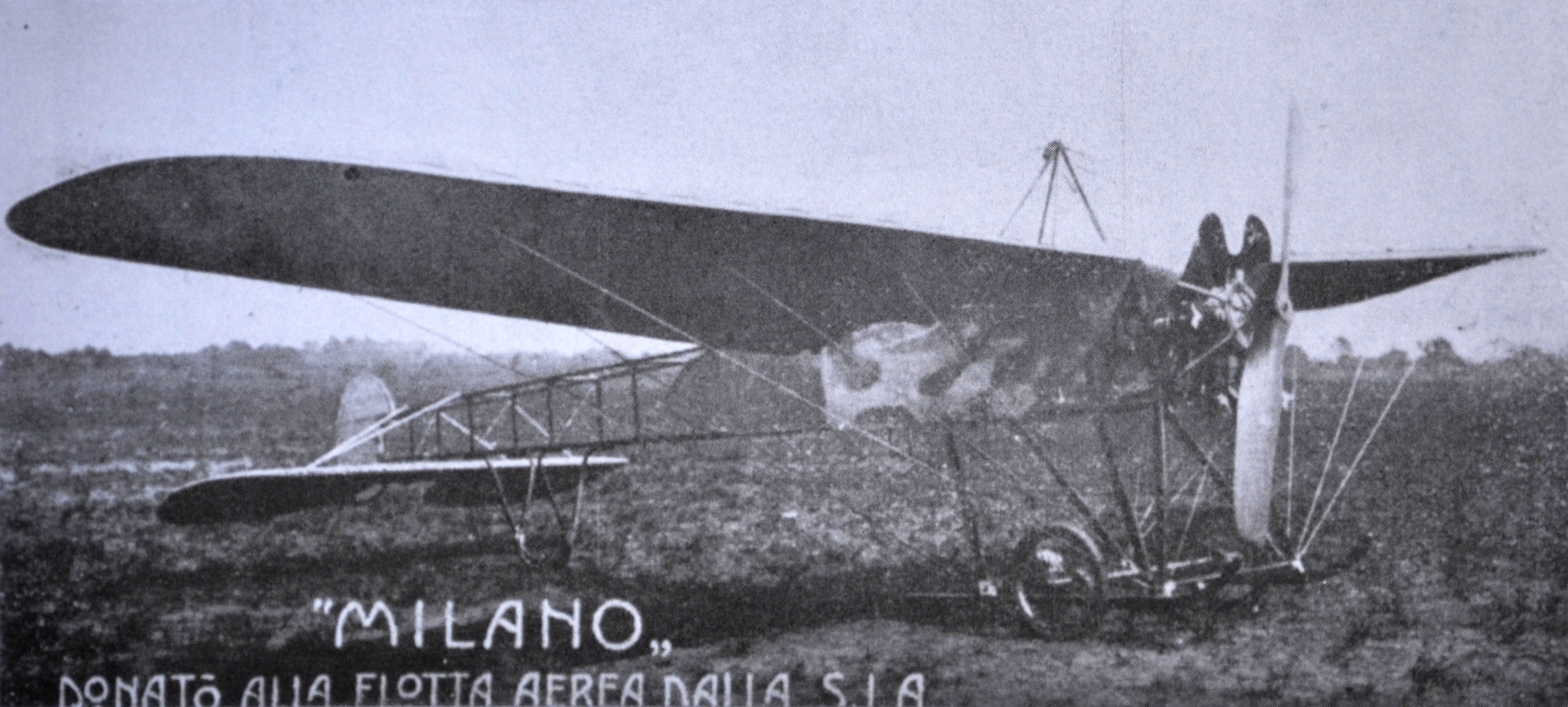
Le biplace Caproni Ca.13 type "Milano".

| Caractéristiques     | Ca.9                      | Ca.10                     | Ca.11                     | Ca.12                     | Ca.13                     |
| -------------------- | ------------------------- | ------------------------- | ------------------------- | ------------------------- | ------------------------- |
| Equipage             | 1                         | 2                         | 1                         | 2                         | 2                         |
| Longueur (m)         | 7.8                       | 8.4                       | 8.4                       | 8.4                       | 8.4                       |
| Envergure (m)        | 8.88                      | 8.88                      | 8.88                      | 11.28                     | 11.28                     |
| Hauteur (m)          | 3                         | 2.65                      | ?                         | ?                         | ?                         |
| Surface alaire (m²)  | 16                        | 16                        | 16                        | 22                        | 22                        |
| Poids à vide (kg)    | 220                       | 220                       | 240                       | 340                       | 400                       |
| Poids en charge (kg) | 385                       | 385                       | 405                       | 590                       | 650                       |
| Motorisation         | 1 Anzani                  | 1 Anzani                  | 1 Gnome Omega             | 1 Anzani                  | 1 Anzani                  |
| Type de moteur       | 3 cylindres en Y          | 3 cylindres en Y          | 7 cylindres radial        | 6 cylindres radial        | 6 cylindres radial        |
| Refroidissement      | Air                       | Air                       | Air                       | Air                       | Air                       |
| Puissance (kW)       | 26                        | 26                        | 37                        | 37                        | 52                        |
| Hélice               | Bipale en bois à pas fixe | Bipale en bois à pas fixe | Bipale en bois à pas fixe | Bipale en bois à pas fixe | Bipale en bois à pas fixe |
| Vitesse maxi (km/h)  | 90                        | 90                        | 106                       | 110                       | 130                       |